# I-122

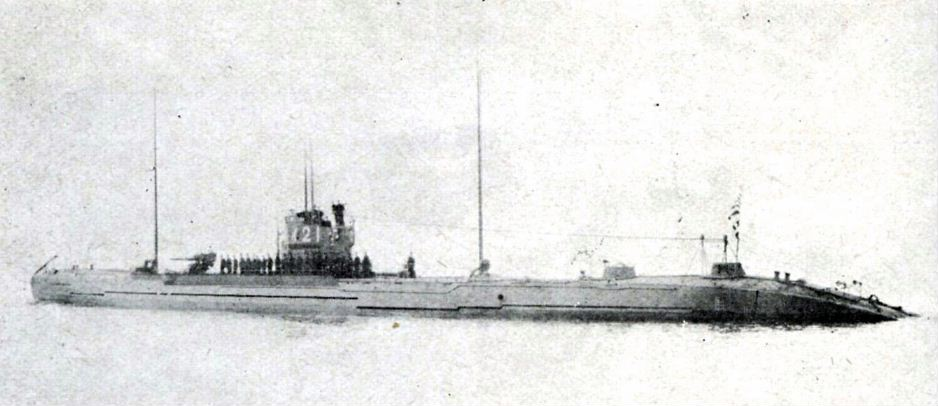

I-122 — підводний човен Імперського флоту Японії, який взяв участь у бойових діях Другої світової війни. Споруджений як І-22, корабель 1 червня 1938-го був перейменований на І-122, щоб звільнити нумерацію для нових крейсерських підводних човнів.

## Загальна інформація
Корабель спорудили у 1928 році на верфі компанії Kawasaki в Кобе. Він належав до типу Kiraisen (тип I-121), який загалом повторював проєкт германського підводного човна SM U-125 (тип UE II), що був отриманий Японією в межах репарацій після завершення Першої світової війни. Можливо відзначити, що тип Kiraisen став першим і єдиним типом підводних мінних загороджувачів Імперського флоту.
У травні 1940-го корабель пройшов певну модифікацію та мав змогу транспортувати 15 тонн авіаційного пального для заправки в морі літаючих човнів Kawanishi H6K «Mavis» (ці чотиримоторні літаки призначались для ведення дальньої розвідки, і японське командування бажало ще збільшити радіус їхньої дії). За потреби резервуари з пальним розміщували у відсіку для мін.

## Участь у японо-китайській війні
Після початку 1937 року Другої японо-китайської війни I-22 залучили до виконання бойових завдань, зокрема відомо, що у вересні 1937-го корабель брав участь у блокаді узбережжя Південного Китаю. На початку лютого 1938-го I-22 дістав наказ забезпечувати дистанційне прикриття легкого крейсера «Кума», що мав висадити загін морської піхоти на півострові Шаньдун у районі Чіфу (наразі Яньтай), проте проблеми з дизельними двигунами завадили підводному човну виконати завдання. А 22 березня 1938-го I-22 та ще один підводний човен самі висадили невеликий десант на острові Liugong (біля узбережжя Шаньдуну на підході до порту Вейхай).

## Перший похід
На момент вступу Японії у Другу світову війну I-122 належав до 13-ї дивізії підводних човнів. При цьому в листопаді 1941-го корабель прибув до порту Самах (острів Хайнань), а 1 грудня вийшов звідси та 7 грудня виставив 42 міни в районі на північний схід від Сінгапура (японці запланували одночасно з початком бойових дій висадити десант на півострів Малакка і вживали різних заходів для нейтралізації загрози від британських сил у Сінгапурі, де базувались кілька лінійних кораблів). Існують версії, що на цих мінних загородженнях могли загинути нідерландські підводні човни K-XVII та/або O-16.
По завершенні мінної постановки I-122 узявся за патрулювання біля східного входу до Джохорської протоки (відокремлює Сінгапур від півострова Малакка). 10 грудня 1941-го японська авіація потопила обидва британські лінкори, що вийшли з Сінгапура, і невдовзі після цього I-122 перенаправили для підтримки сил, що вели наступ на південь Філіппін. 14 числа корабель зайшов до бухти Камрань (узбережжя Уентрального В'єтнаму), звідки рушив далі 18 грудня. 31 грудня I-122 завершив свій похід на півдні філіппінського острова Мінданао в Давао (японський десант висадився тут ще 20 грудня).

## Другий та третій походи
5 січня 1942-го I-122 вийшов з Давао і попрямував до Австралії, де 15 січня виставив 30 мін біля західного входу в Торресову протоку. Після цього він рушив на захід та з 20 січня певний час патрулював у протоці Дундес (півтори сотні кілометрів на північний схід від Дарвіна). 30 січня човен завершив похід у Давао.
9 лютого 1942-го I-122 знову вийшов з Давао із завданням патрулювати біля західного входу до Торресової протоки. Тут він не досягнув жодних успіхів і 28 лютого прибув до затоки Старінг-Бей (південно-східний півострів острова Целебес), куди на той час перейшла з Давао плавуча база його ескадри.
10 березня 1942-го I-122 вирушив до Японії, де 21 березня став на ремонт у Куре.

## Четвертий похід
13—23 травня 1942-го в межах підготовки до мідвейської операції корабель перейшов на Маршаллові острови на атол Кваджелейн (до середини 1942-го активно використовувався як база підводних сил Імперського флоту). Через певний час він рушив до Гавайського архіпелагу як резервний паливозаправник для літаючих човнів, що мали провести повітряну розвідку Перл-Гарбору перед атакою на Мідвей (операція К-2). Втім, розвідувальну операцію скасували через вжиті американцями додаткові заходи протичовнової оборони в районі Френч-Фрігат-Шолс (атол за вісім з половиною сотень кілометрів на північний захід від Оаху, де мали провадити дозаправку). Після розгрому японського авіаносного з'єднання 4 червня I-122 ще певний час безрезультатно перебував у морі, а 25 червня повернувся на Кваджелейн, після чого пройшов до Японії.

## П'ятий похід
У середині липня 1942-го дивізію І-122 перевели до новоствореного Восьмого флоту, штаб якого був у Рабаулі (головна японська база в архіпелазі Бісмарка, з якої проводились операції на Соломонових островах та сході Нової Гвінеї). 16—24 липня корабель здійснив перехід на атол Трук у центральній частині Каролінських островів (тут ще до війни створили головну базу японського ВМФ у Океанії), а 31 липня — 4 серпня пройшов звідси в Рабаул.
7 серпня 1942-го союзники висадились на сході Соломонових островів, що започаткувало шестимісячну битву за Гуадалканал. Того ж дня І-122 вийшов з Рабаула із завданням провести рекогносцирування району ворожої операції і 9 серпня спостерігав через перископ за якірною стоянкою Лунга на північному узбережжі острова. Під вечір 13 серпня І-122 у надводному положенні спробував провести розвідку району Тулагі (острів у протоці північніше від значно більшого Гуадалканалу), при цьому потрапив під обстріл з суходолу та терміново занурився. Далі корабель рушив до островів Санта-Круз (вісім сотень кілометрів на південний схід від району попереднього патрулювання), де 15 серпня рекогносцирував острів Ванікоро. Далі І-122 ще кілька тижнів перебував у морі (при цьому 24 серпня у регіоні відбулось зіткнення авіаносних з'єднань, відоме як битва біля східних Соломонових островів), проте не досягнув якихось успіхів та 7 вересня повернувся у Рабаул.

## Шостий та сьомий походи похід
У Рабаулі човен отримав з плавбази обладнання для дозаправки і 9 вересня 1942-го вирушив у море із завданням забезпечувати діяльність розвідувальних літаків. З 14 по 20 вересня він перебував в районі рифу Індіспенсабл (три сотні кілометрів південніше від Гуадалканалу), де зазвичай японці провадили дозаправку літаючих човнів, а 25 вересня повернувся у Рабаул. На зворотньому шляху на І-122 виникли певні технічні проблеми, усунення яких на базі зайняло чимало часу.
Лише 21 жовтня 1942-го корабель вийшов у новий похід, під час якого спершу також мав провести дозаправку літаючих човнів. 26—27 числа І-122 побував біля рифу Індіспенсабл, після чого рушив для патрулювання в районі Гуадалканалу. 6 листопада південно-західніше від острова Малаїта підводний човен виявив кілька транспортів у супроводі бойових кораблів і спробував наблизитись, проте був відігнаний ескортом. За пару діб І-122 знову попрямував до рифу Індіспенсабл та діяв тут до 12 листопада, а 16 числа повернувся в Рабаул.
Того ж 16 листопада 1942-го I-122 рушив на північ і 20 числа прибув на Трук, а 27 листопада — 5 грудня пройшов до Куре, де став на ремонт.

## Операції в березні— серпні 1943
14—25 березня 194-го I-122 здійснив новий перехід до Рабаула, після чого кілька місяців займався постачанням гарнізону новогвінейського Лае (у глибині затоки Хуон, що розділяє півострови Папуа та Хуон), остання спроба провести до якого надводні кораблі завершилась на початку березня розгромом японців у битві в морі Бісмарка. У межах цієї місії I-122 побував у Лае 30 березня, 18 квітня (відомо, що цього разу він доправив 23,5 тонни вантажів та евакуював 15 поранених військовослужбовців), 26 квітня (так само перевіз 23,5 тонни вантажів), 4 травня (доставка 23,5 тонни припасів і евакуація 15 осіб), 12 і 25 травня, 5, 12 та 23 червня, 2 та 9 липня.
19 серпня — 1 вересня 1943-го I-122 пройшов до Куре.

## Служба у вересні 1943— червні 1945
Після повернення у Японію I-122 вирішили використовувати для навчальних цілей у військово-морському окрузі Куре.
У грудні 1943-го та січні 1944-го корабель брав участь у експериментах із маскувальною камуфляжною окраскою.
Не пізніше травня 1945-го I-122 перевели до військово-морської бази Майдзуру (обернене до Японського моря узбережжя Хонсю).
9 червня 1945-го I-122 вийшов з Майдзуру в межах тренувань. На той час у Японське море вже пройшов загін американських підводних човнів, які використали нові розробки для подолання мінних загороджень. Незадовго до опівдня 10 червня субмарина «Скейт» випустила чотири торпеди по I-122, дві з яких влучили в ціль. Японський підводний човен затонув разом з усім екіпажем.